# Derek Parkin
Derek Parkin (født 2. januar 1948 i Newcastle, England) er en engelsk tidligere fodboldspiller (forsvarer).
Parkin spillede størstedelen af sin karriere hos Wolverhampton Wanderers, som han over en periode på hele 14 år repræsenterede i mere end 500 ligakampe. Han havde også ophold hos henholdsvis Huddersfield Town og Stoke City, inden han stoppede sin karriere i 1983.
Hos Wolverhampton var Parkin med til at vinde to udgaver af den engelske Liga Cup, i henholdsvis 1974 efter finalesejr over Manchester City og i 1980 hvor Nottingham Forest blev besejret i finalen.

## Titler
Football League Cup
- 1974 og 1980 med Wolverhampton Wanderers